# Vjetroelektrana Mesihovina
Vjetroelektrana (VE) Mesihovina je prva bosanskohercegovačka vjetroelektrana. Vlasnik i investitor je Elektroprivreda HZ HB.
Nalazi se u središnjem dijelu općine Tomislavgrad, na lokalitetu Mesihovina. Vjetroelektrana Mesihovina sastoji se od 22 vjetroturbine tipa SWT-2.3-108 čija je ukupnu instalirana snaga 50,6 MW, a godišnje proizvodnje oko 165 GWh. Ukupna vrijednost investicije iznosi oko 81 milijun eura. Sredstva su osigurana iz kredita Njemačke razvojne banke (KfW), donacija Vlada Bosne i Hercegovine i Federacije BiH te vlastitih sredstava Elektroprivrede HZ HB. Puštena je u rad 2018.

## Izgradnja
Prije početka izgradnje izvršena su sva potrebna mjerenja, studije i analize. Izrađene su Studija o mogućnosti korištenja energije vjetra za proizvodnju električne energije i Studija utjecaja na okoliš. Ugovor o koncesiji s Vladom Hercegbosanske županije te Sporazum o međusobnoj suradnji i pravu na korištenje zemljišta za VE Mesihovina s općinom Tomislavgrad potpisanu su 2009. godine. Kamen temeljac položen je krajem rujna 2009.
Izgradnja VE Mesihovina realizirana je kroz tri stupnja (lota). Dana 14. travnja 2016. potpisani su ugovori za inženjering, nabavu, isporuku i izgradnju 22 vjetroturbine s hrvatsko-danskim konzorcijem Siemens (Wind Power A/S i Siemens Wind Power d.o.o.). Vrijednost ugovora iznosila je 71.940.000 eura. Istoga dana potpisan je i ugovor za inženjering, nabavu, isporuku i izgradnju transformatorske stanice 20/110 kV Gornji Brišnik s priključkom na postojeći dalekovod 110 kV Posušje - Tomislavgrad s konzorcijem kojeg su činile hrvatske tvrtke ABB d.o.o. i Elektrocentar Petek d.o.o. Vrijednost ovoga ugovora je iznosila 4.275.447,28 eura. U lipnju iste godine s tvrtkom Strabag d.o.o. iz Sarajeva potpisan je ugovor vrijednost 4.302.837,34 KM (bez PDV-a) o izgradnji pristupne ceste i platforme za kranove.
U srpnju 2017. završena je izgradnja pristupnih cesta i platformi za kranove VE Mesihovina. Dana 31. kolovoza 2017. završena je kompletna montaža prvog od 22 vjetroagregata. Početkom prosinca iste godine završena je montaža svih vjetroagregata.
Tijekom izgradnje angažirano je oko 300 osoba, a u elektrani će raditi 14 radnika na pogonu i održavanju.
Na redovitoj sjednici 27. veljače 2019. Regulatorna komisija za energiju u Federaciji Bosne i Hercegovine – FERK izdala je podnositelju zahtjeva JP Elektroprivreda HZ HB d.d. Mostar dozvolu za rad za proizvodnju električne energije, koja je dopunjena novim proizvodnim objektom, vjetroelektranom Mesihovina.

## Vanjske poveznice
- Dalibor Marinčić: Vjetroelektrana Mesihovina – vizija energetske budućnosti Bosne i Hercegovine, Geodetski list, Vol. 68 (91) No. 1, Zagreb, 2014.